# 上田博和
上田博和（うえだひろかず、1970年6月5日 ）は、日本の実業家、篤志家、社会活動家。 株式会社清王サービス 代表取締役会長。日本青年会議所専務理事（2010年度）。小田原青年会議所第46代理事長（2006年度）。日本政策学校理事長。特定非営利活動法人ゆうばりファンタ 代表理事（2025年1月29日破産手続き開始）。日本JCシニア・クラブ 東日本震災委員会 委員長（-2012年）。日本JCシニア・クラブ 世話人兼拡大支援委員会 最高顧問(2018-)。社団法人全国エアコンクリーニング協会 理事長。ごぼうの党公式アドバイザー。
青年会議所内では、「情熱の伝道師」の異名を持ち、全国各地の青年会議所の要請で、自らの激動の半生やJC拡大の意義を講演している。
また、北海道の青年会議所の要請で、財政破綻した夕張に自らの住所を移し、夕張青年会議所の再生や特定非営利活動法人ゆうばりファンタにおいて「ゆうばり国際ファンタスティック映画祭」運営を行うなどの再生活動を展開している。
さらに、1,000人を超える卒業生を抱える日本政策学校の理事長として、党派を問わず国会議員、地方自治体首長、地方議員など卒業生から政治家になった人数を日本一輩出している。

## 来歴
出典
1970年6月 神奈川県小田原市生まれ。1988年3月 神奈川県立高井高等学校 卒業。
1988年4月 株式会社松沢興産 入社。1993年5月 株式会社清王サービス 設立。
2002年2月 有限会社駿河ビル管理 設立。2012年2月 一般社団法人夕張再生の会 設立。
2013年9月 夕張市に住所を移す。2016年3月 東京農業大学大学院 修了（現：研究員）。

## 公益社団法人日本青年会議所の活動
22歳で起業後、地元小田原の青年会議所に入会。
まちづくり活動に取り組み、小田原青年会議所では理事長を務め、青年会議所での活動が若者の成長に必ずつながるという情熱のもと、会員拡大関係の委員会の委員長を務め、年間目標20名のところを45名入会に漕ぎつけるなどの実績を残しながら地域課題解決に向けた複数の事業を牽引した。
2010年、公益社団法人日本青年会議所 専務理事に就任。
2011年日本JCシニア・クラブ 東日本震災委員会 委員長に就任。全国の青年会議所と連携し、物資支援と人的支援を主導した。
現在は、日本JCシニア・クラブ 世話人 兼 拡大支援委員会 最高顧問を務めながら、全国を飛び回り会員拡大の重要性と貴重な経験談を伝えている。

## 篤志家・社会活動家としての活動
出典
- 日本政策学校 理事長
- 一般社団法人ポリシーイノベーション 代表理事
- 公益社団法人 自由報道協会 理事
- 特定非営利活動法人ゆうばりファンタ 代表理事
  - 「ゆうばり国際ファンタスティック映画祭」運営
  - 「幸福の黄色いハンカチ想い出広場」運営
- 夕張商工会議所 一号議員
- ＮＰＯ法人 ゆうばり観光協会 理事
- 茶道裏千家小田原支部 副支部長 兼 青年部 部長
- 小田原城北ロータリークラブ 理事
- 夕張中央ライオンズクラブ 理事
- 一般社団法人日亜国際友好協会 理事
- 一般社団法人尊徳塾～二宮尊徳を次世代に伝える会～ 事務局長
- 全国晋作連合会 北海道支部長
- 日本ＪＣじゃがいもクラブ東日本エリア 理事
- 日本会議 会員
- 社団法人全国エアコンクリーニング協会 理事長